# Giovanni Battista Bussi (1657-1726)

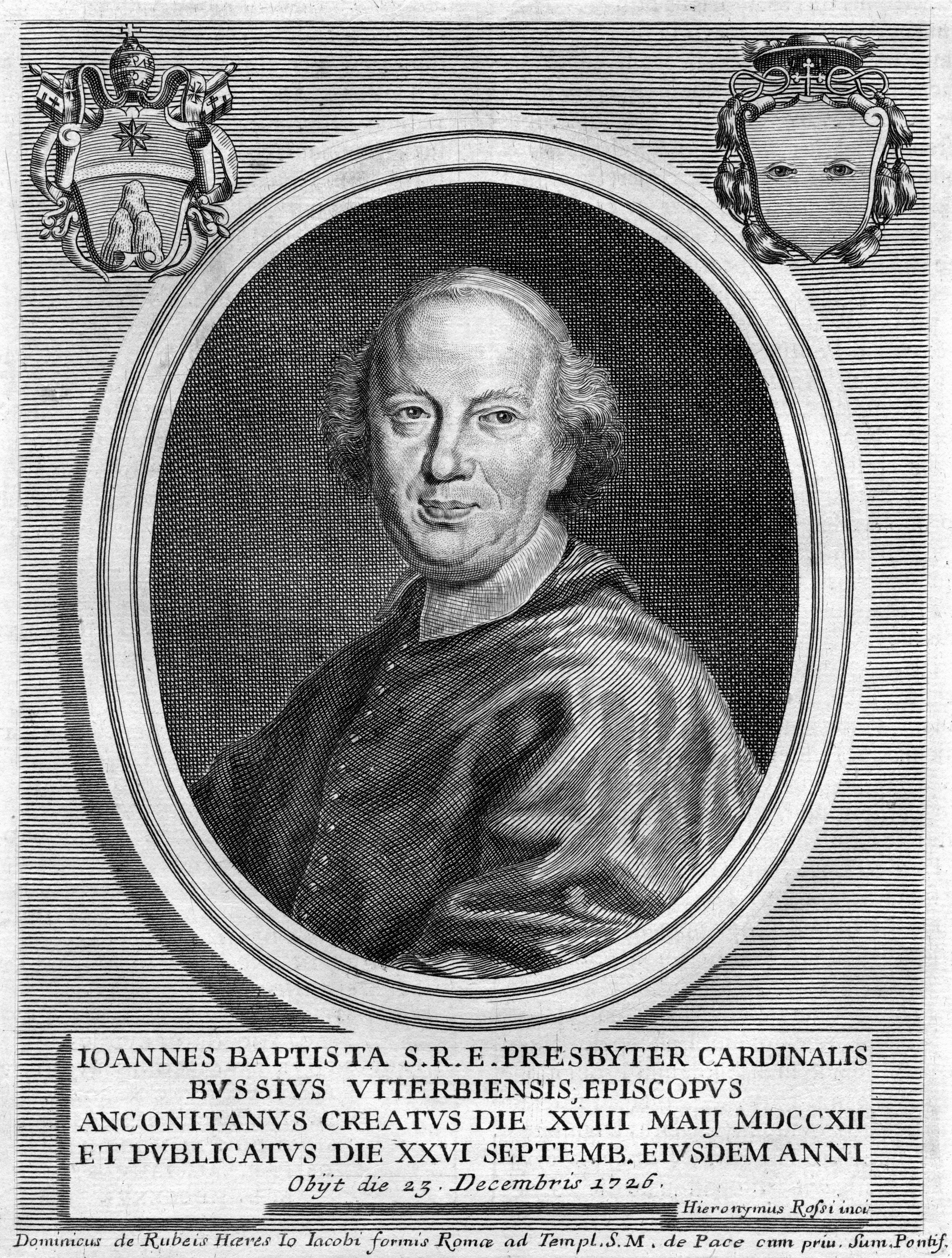
Giovanni Battista Bussi (1657-1726)

Giovanni Battista Bussi of Giambattista Bussi (Viterbo, 31 maart of 16 april 1657 - Rome, 23 december 1726) was een Italiaans kardinaal binnen de Rooms-Katholieke Kerk.
Giovanni Battista Bussi werd geboren uit een adellijke familie. Als internuntius te Brussel had hij te maken met de schorsing van Petrus Codde als apostolisch vicaris, die in 1703 bekendgemaakt werd.
Hij werd in 1706 als nuntius in Keulen benoemd, in hetzelfde jaar administrator van het bisdom Münster. Hij behield daarbij zijn bevoegdheden als internuntius van Brussel. Hij was titulair aartsbisschop van Tarsus vanaf 1706.
In 1710 ging hij naar Ancona waar hij bisschop werd; hij mocht zijn titel van aartsbisschop behouden. In 1712 werd hij kardinaal. Zijn titelkerk was de Santa Maria in Aracoeli. In deze kerk ligt hij ook begraven.
- Gemeinsame Normdatei: 1017995370
- International Standard Name Identifier: 0000 0000 6295 8434
- Nederlandse Thesaurus van Auteursnamen: 153809833
- Istituto Centrale per il Catalogo Unico: UBOV133433
- Virtual International Authority File: 89066822
- WorldCat: E39PBJhMfVPHBY9R3BQJY9g9Xd